# Haisla
Le haisla est une langue de la famille wakashane parlée en Colombie-Britannique par les Haisla.

## Écriture
Le haisla peut être écrit avec plusieurs orthographes.
La Nation haisla a adopté l’orthographe d’Emmon Bach.
Cependant une orthographe basée sur celle utilisée dans Lincoln et Rath 1986 est utilisée dans le Haisla Talking Dictionary et le projet Lets Speak Haisla!.
| a  | ’a | b  | c | c̓ | d  | e | ’e | g | ḡ | ḡ° | g° | h | i | ’i | k  |
| k̓  | k̓° | k° | l | l̓ | m  | m̓ | n  | n̓ | o | ’o | p  | p̓ | q | q̓  | q̓° |
| q° | s  | t  | t̓ | u | ’u | w | w̓  | x | x̄ | x̄° | x° | y | y̓ | z  | ’  |